# Trimeresurus gramineus
Trimeresurus gramineus är en ormart som beskrevs av Shaw 1802. Trimeresurus gramineus ingår i släktet palmhuggormar, och familjen huggormar. IUCN kategoriserar arten globalt som otillräckligt studerad. Inga underarter finns listade i Catalogue of Life.
Ormen förekommer i södra Indien. Den lever i låglandet och i bergstrakter upp till 1400 meter över havet. Arten vistas i olika slags skogar samt i buskskogar och mangrove.
Individerna klättrar främst i växtligheten men de syns ganska ofta på marken. Trimeresurus gramineus jagar ödlor, grodor, gnagare, småfåglar och mindre ormar.